# Chiến tranh súng hỏa mai
Chiến tranh súng hỏa mai là một chuỗi gồm 3.000 trận đột kích và các cuộc đụng độ trên khắp quần đảo New Zealand (bao gồm Quần đảo Chatham) giữa những người Māori từ năm 1807 đến 1837. Những cuộc đụng độ này được khơi mào sau khi người Māori lần đầu tiên tiếp cận được súng hỏa mai của người Tây Dương, dẫn đến sau đó họ đã lao vào một cuộc chạy đua vũ trang giữa các bộ lạc để giành lãnh thổ hoặc tìm cách trả thù cho những lần thất bại lúc trước. Các trận chiến đã dẫn đến cái chết của khoảng 20.000 đến 40.000 người và cùng 20.000 người khác bị bắt làm nô lệ, làm thay đổi đáng kể ranh giới lãnh thổ của bộ lạc, trước khi bị thực dân Anh xâm lược vào những năm 1840. Cuộc chiến được coi là một ví dụ về "tác động chết người" của việc khi thổ dân bản địa được tiếp cận với những hỏa khí hiện đại của châu Âu vào thời kỳ đó.
Việc sử dụng súng hỏa mai ngày càng tăng trong chiến tranh giữa các bộ lạc đã dẫn đến những thay đổi trong thiết kế công sự pā (hệ thống phòng thủ trên đồi), sau này cũng mang lại lợi ích cho người Maori khi tham gia vào các trận chiến với thực dân trong Chiến tranh New Zealand.
Người đứng đầu bộ lạc Ngāpuhi là Hongi Hika vào năm 1818 đã sử dụng súng hỏa mai mới mua để thực hiện các cuộc tấn công tàn khốc từ căn cứ ở những vùng đất miền bắc (Northland) của mình vào Vịnh Plenty, nơi người Māori bản địa vẫn đang dựa vào vũ khí thô sơ. Trong những năm tiếp theo, ông đã phát động các cuộc tấn công thành công vào iwi (bộ lạc) ở Auckland, Thames, Waikato và Hồ Rotorua, bắt một số lượng lớn kẻ thù của mình làm nô lệ, những người này sẽ được đưa vào làm việc trồng trọt và dệt vải lanh để trao đổi với người châu Âu và để lấy thêm súng hỏa mai. Thành công của ông đã thúc đẩy các Iwi (bộ lạc) khác cũng đua nhau mua súng và kết hợp các phương pháp phòng thủ hiệu quả làm cho vòng xoáy bạo lực lên đến đỉnh điểm vào năm 1832 và 1833, khi đó những cuộc đụng độ này đã lan rộng ra mọi miền của đất nước, ngoại trừ khu vực nội địa của Đảo Bắc sau đó được biết đến là "King Country" và các vịnh và thung lũng xa xôi của Fiordland ở Đảo Nam. Năm 1835, cuộc chiến đấu diễn ra ngoài khơi khi bộ lạc Ngāti Mutunga và bộ lạc Ngāti Tama phát động các cuộc tấn công tàn khốc vào người theo chủ nghĩa hòa bình của bộ lạc Moriori ở Quần đảo Chatham.
Nhà sử học Michael King cho rằng thuật ngữ "holocaust" có thể được áp dụng cho thời kỳ Chiến tranh súng hỏa mai; một sử gia khác là Angela Ballara đã đặt câu hỏi về tính hợp lệ của thuật ngữ "musket wars", cho thấy cuộc xung đột không hơn gì một sự thay đổi phong tục của Māori về chiến tranh, nhưng tàn khốc hơn vì họ sử dụng hỏa khí trên diện rộng.